# Cementerio judío de Heilbronn

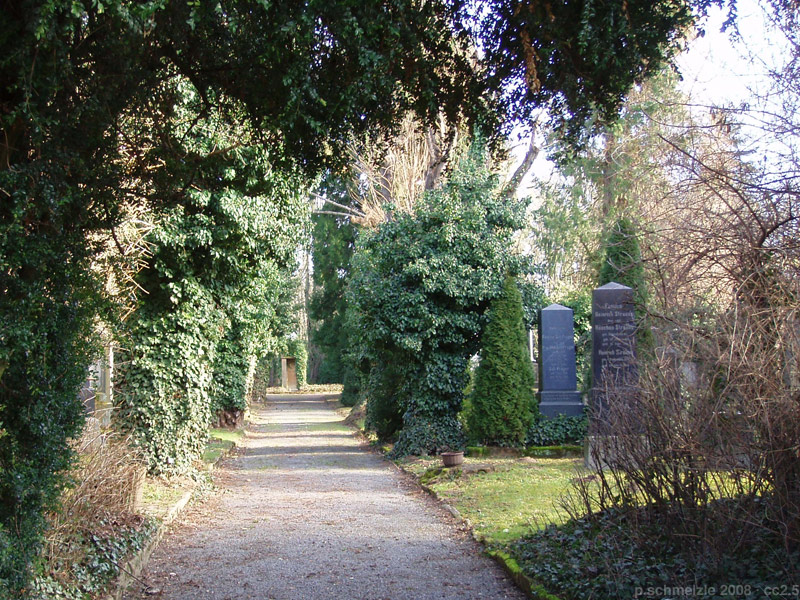
Cementerio judío en Heilbronn

El Cementerio Judío de Heilbronn (en alemán : Jüdischer Friedhof in Heilbronn) es un cementerio de la comunidad judía histórica de Heilbronn. Es un lugar protegido por la figura legal de Kulturdenkmal (sitio de la herencia).

## Historia
A partir de 1861 la comunidad judía de Heilbronn se vio necesitada de un nuevo Cementerio judío, entre 1867 y 1868 se adjudicó en un área de 6500 m² en la calle Im Breitenloch al pie de la montaña Wartberg. El primer entierro ocurrió el 1 de agosto de 1868. Una vez que estaba en funcionamiento, el cementerio fue quemado en 1938.
En el cementerio hay un monumento del año 1920, monumento que fue inaugurado en recuerdo de los 30 judíos vecinos de Heilbronn caídos en combate en La Primera Guerra Mundial. También hay un monolito del año 1984 en recuerdo por las víctimas de la "búsqueda del judío" ocurrida entre 1933 a 1945, monumento adicional de 1984 para varias personas desconocidas, que eran fusiladas allí en la primavera de 1943, también hay un monumento de 1987 con los nombres de los 235 judíos de Heilbronn que murieron durante el nacional socialismo. El cementerio se utiliza en el presente. Está generalmente bloqueado, pero puede ser visitado sin embargo después de una solicitud anticipada.
El cementerio judío se encuentra en la vecindad del Botanische Obstgarten Heilbronn.